# Ciudad de la Costa
Ciudad de la Costa – miasto w południowym Urugwaju, znajdujące się w departamencie Canelones. Położone jest nad Rio de la Plata na wschód od stolicy kraju Montevideo.
Ciudad de la Costa, trzecie pod względem liczby ludności miasto kraju, wchodzi w skład aglomeracji Montevideo.
Miejscowość Ciudad de la Costa rozwinęła się gwałtownie w latach 80. i 90. XX wieku z kilkutysięcznego kąpieliska do ponad 80-tysięcznego miasta. Prawa miejskie otrzymało 19 października 1994. Gospodarka miasta opiera się na usługach i turystyce. Stały wysoki przyrost ludności sprawia, że miasto ma problemy z odpowiednim rozwojem infrastruktury.

## Miasta partnerskie
- Hollywood